# خودروی چرخ‌باز

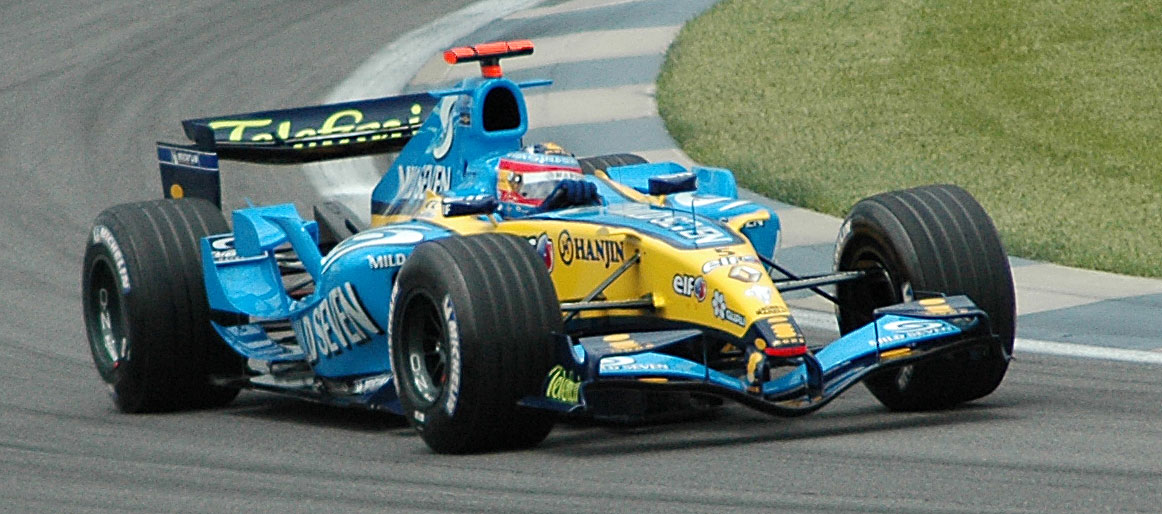
خودروی تیم رنو.

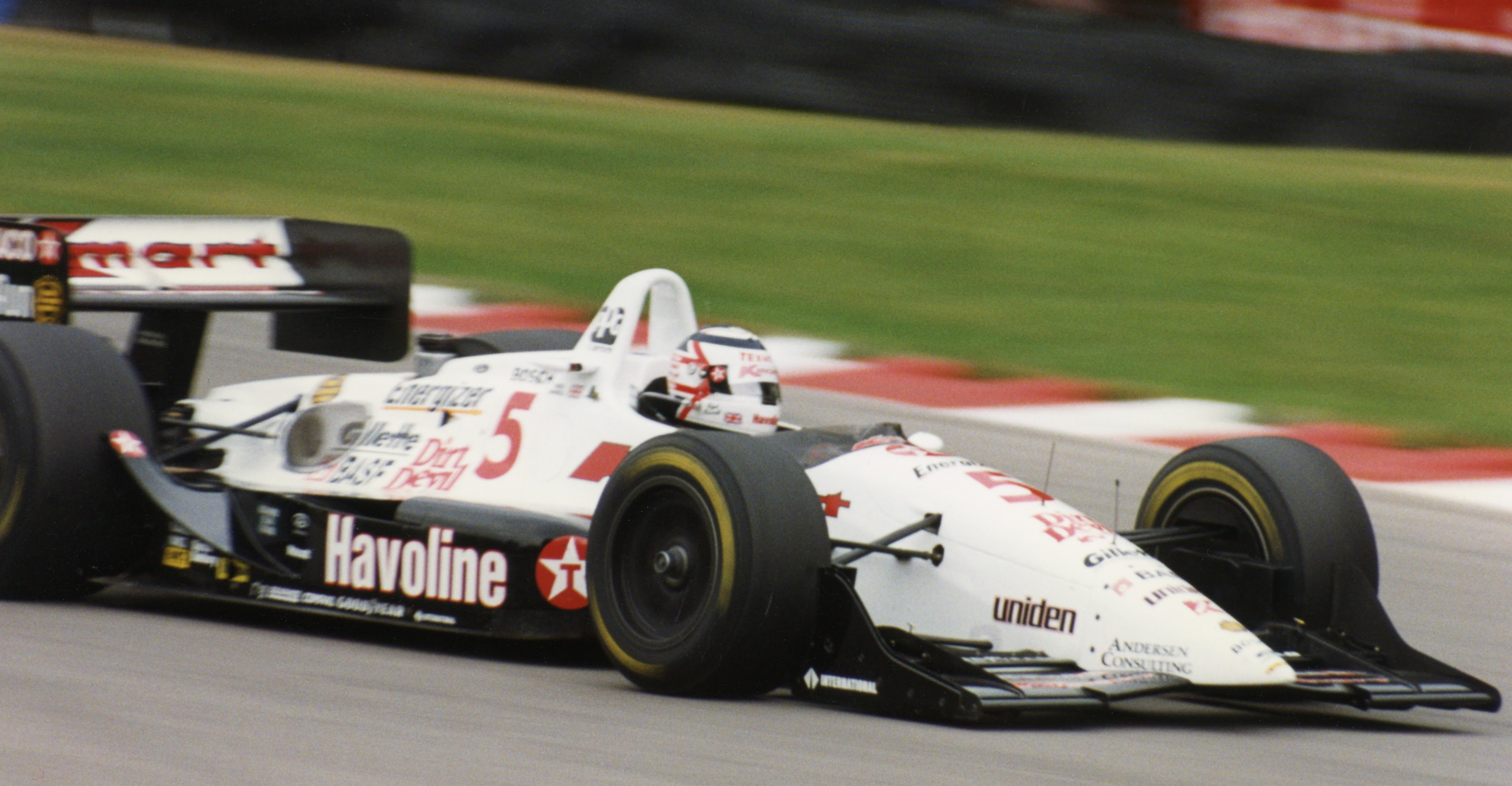
خودروی لولا در مسابقات ایندی سال ۱۹۹۳.

خودروی چرخ‌باز (به انگلیسی: Open wheel car) به خودروهایی که چرخ بیرون از بدنه و بیرون از گلگیرها قرار گرفته اصطلاحاً «چرخ‌باز» گفته می‌شود.
فرمول یک بالاترین رده از دوره‌مسابقات رانندگی با خودروهای تک‌سرنشینه با چرخ‌های بی‌گلگیر (چرخ‌باز) است.
خودروهای به‌کاررفته در ورزش کارتینگ نیز از نوع چرخ‌باز هستند.